# Whitehorse
Whitehorse (en anglès, literalment, «cavall blanc») és la capital del Territori de Yukon, al nord-oest del Canadà. La ciutat rep el nom d'uns ràpids al riu Yukon on la gent creia veure la figura d'un cavall blanc. Actualment, però, aquests ràpids han desaparegut sota les aigües del pantà de Schwatka, acabat el 1958 i que alimenta una central hidroelèctrica pròxima.

## Climatologia
Whitehorse té un clima subàrtic sec, pel que fa que els hiverns siguin freds i els estius curts però templats durant el dia (al juny el sol surt a les 5 del matí i es posa a les 23 h), tot i que les poques hores de nit són fresques.
| Paràmetres meteorològics per a Whitehorse (Mitjanes 2010-2017), (Extrems 1900-present) | Paràmetres meteorològics per a Whitehorse (Mitjanes 2010-2017), (Extrems 1900-present) | Paràmetres meteorològics per a Whitehorse (Mitjanes 2010-2017), (Extrems 1900-present) | Paràmetres meteorològics per a Whitehorse (Mitjanes 2010-2017), (Extrems 1900-present) | Paràmetres meteorològics per a Whitehorse (Mitjanes 2010-2017), (Extrems 1900-present) | Paràmetres meteorològics per a Whitehorse (Mitjanes 2010-2017), (Extrems 1900-present) | Paràmetres meteorològics per a Whitehorse (Mitjanes 2010-2017), (Extrems 1900-present) | Paràmetres meteorològics per a Whitehorse (Mitjanes 2010-2017), (Extrems 1900-present) | Paràmetres meteorològics per a Whitehorse (Mitjanes 2010-2017), (Extrems 1900-present) | Paràmetres meteorològics per a Whitehorse (Mitjanes 2010-2017), (Extrems 1900-present) | Paràmetres meteorològics per a Whitehorse (Mitjanes 2010-2017), (Extrems 1900-present) | Paràmetres meteorològics per a Whitehorse (Mitjanes 2010-2017), (Extrems 1900-present) | Paràmetres meteorològics per a Whitehorse (Mitjanes 2010-2017), (Extrems 1900-present) | Paràmetres meteorològics per a Whitehorse (Mitjanes 2010-2017), (Extrems 1900-present) |
| Mes                                                                                    | Gen.                                                                                   | Feb.                                                                                   | Mar.                                                                                   | Abr.                                                                                   | Mai.                                                                                   | Jun.                                                                                   | Jul.                                                                                   | Ago.                                                                                   | Sep.                                                                                   | Oct.                                                                                   | Nov.                                                                                   | Dec.                                                                                   | Anual                                                                                  |
| Temp. màx. registrada (°C)                                                             | 10                                                                                     | 12.8                                                                                   | 16.8                                                                                   | 23.5                                                                                   | 34.5                                                                                   | 35.6                                                                                   | 34.5                                                                                   | 31.8                                                                                   | 26.7                                                                                   | 20                                                                                     | 13.4                                                                                   | 10.6                                                                                   | 35.6                                                                                   |
| -------------------------------------------------------------------------------------- | -------------------------------------------------------------------------------------- | -------------------------------------------------------------------------------------- | -------------------------------------------------------------------------------------- | -------------------------------------------------------------------------------------- | -------------------------------------------------------------------------------------- | -------------------------------------------------------------------------------------- | -------------------------------------------------------------------------------------- | -------------------------------------------------------------------------------------- | -------------------------------------------------------------------------------------- | -------------------------------------------------------------------------------------- | -------------------------------------------------------------------------------------- | -------------------------------------------------------------------------------------- | -------------------------------------------------------------------------------------- |
| Temp. màx. mitja (°C)                                                                  | -12                                                                                    | -7                                                                                     | 0                                                                                      | 8                                                                                      | 16                                                                                     | 22                                                                                     | 25                                                                                     | 22                                                                                     | 13                                                                                     | 5                                                                                      | -4                                                                                     | -9                                                                                     | 6.1                                                                                    |
| Temp. mín. mitja (°C)                                                                  | -21                                                                                    | -18                                                                                    | -11                                                                                    | -4                                                                                     | 3                                                                                      | 7                                                                                      | 12                                                                                     | 9                                                                                      | 2                                                                                      | -4                                                                                     | -13                                                                                    | -17                                                                                    | -5.5                                                                                   |
| Temp. mín. registrada (°C)                                                             | -56.1                                                                                  | -51.1                                                                                  | -42.8                                                                                  | -31.7                                                                                  | -15                                                                                    | -6.1                                                                                   | -2.2                                                                                   | -8.3                                                                                   | -19.4                                                                                  | -31.1                                                                                  | -47.2                                                                                  | -48.3                                                                                  | -56.1                                                                                  |